# Нагацука, Такаси
Нагацука Такаси (яп. 長塚節; 3 апреля 1879, преф. Ибараки — 8 февраля 1915, Фукуока) — японский поэт, литературный критик и писатель

, ученик Масаока Сики.

## Биография

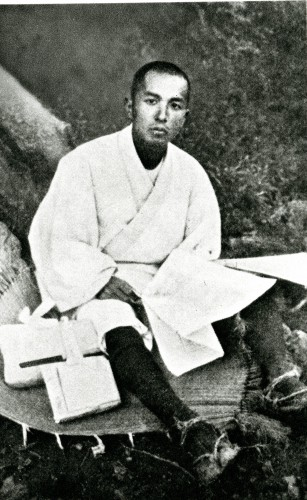
Нагацука Такаси

Родился 3 апреля 1879 года в префектуре Ибараки на острове Хонсю в крестьянской семье.
Поступил учиться в высшую школу Мито, но, не закончив, бросил обучение.
Восприняв новаторские идеи Масаока Сики в области реформы японской поэзии, переехал жить в Токио и стал учеником поэта. Начал изучать «Манъёсю» и старался максимально точно следовать разработанному Масаока Сики методу «отражения жизни» — сясэй.
После смерти учителя участвовал в создании журналов «Асиби» (издавался с 1903 по 1908 год) и «Арараги» (основанный Ито Сатио в 1908 году).
В 1915 году поступил в больницу Императорского университета Кюсю в Фукуоке для лечения туберкулёза лёгких. Болезнь прогрессировала, затронув гортань, и даже лечивший Нагацука Такаси известный специалист в области отоларингологии Кубо Инокити не смог спасти поэта, тот умер 8 февраля.

## Творчество
Основной темой танка Нагацука Такаси была пейзажная лирика и сельский быт. За свою короткую жизнь успел написать несколько сборников стихов, из которых отдельно стоит отметить «Песни, сложенные во время болезни» (1912 год).
С 1906 года также писал прозу. Известны такие его повести и рассказы, как «Дочь угольщика» (1906 год), «Остров Садо» (1907 год), «Копка батата» (1908 год). В 1910 году опубликовал ставший известным роман «Земля», в котором описал тяжёлый быт крестьян, беднейших слоёв сельских жителей, жизнь которых в произведении показана трагически. После выхода в свет романа до конца жизни писал только стихи.